# Сільян (Іспанія)
Сільян (ісп. Cillán) — муніципалітет в Іспанії, у складі автономної спільноти Кастилія-і-Леон, у провінції Авіла. Населення — 119 осіб (2010).
Муніципалітет розташований на відстані близько 110 км на захід від Мадрида, 24 км на захід від Авіли.

## Демографія
Динаміка населення (INE ):